# 愛知県道422号堀切保美線
愛知県道422号堀切保美線（あいちけんどう422ごう ほりきりほびせん）は、愛知県田原市内を通る元一般県道である。現在は愛知県道2号豊橋渥美線に組み込まれている。

## 概要

### 路線データ
- 起点：愛知県渥美郡渥美町堀切（現・田原市堀切町）
- 終点：愛知県渥美郡渥美町保美（現・田原市保美町）
- 総延長：約6.1km

## 沿革
- 1994年（平成6年）4月1日  廃止

## 地理

### 通過する自治体
- 愛知県
  - 渥美郡渥美町（現・田原市）

### 交差する道路
- 国道42号（表浜街道、堀切交差点）
- 国道259号（田原街道、保美交差点）

### 沿線・周辺
- 伊良湖岬郵便局
- 田原市立堀切小学校
- 田原市立伊良湖岬保育園
- 渥美運動公園・体育館
- 渥美半島県立自然公園
- 保美公民館